# Chapelle Saint-Roch à Nardennes (Hennuyères)
La chapelle Saint-Roch à Nardennes est un édifice religieux situé en Belgique à Hennuyères, dans la commune de Braine-le-Comte. Bâtie en 1866, elle a été déplacée en 1913 vers son emplacement actuel : une ancienne parcelle de verger. Elle a une hauteur de quatre mètres et a conservé sa brique de façade ainsi que sa flèche en croix. Comme pour la façade du bâtiment, plusieurs briques à l'intérieur de la chapelle sont vernies et l'autel est en pierre taillée. Avant les années 1990, la charpente en chêne a été très sévèrement endommagée. Comme conséquence, la toiture historique en ardoise n'existe plus. Après les années 1990, le toit a été restauré sur base de fonds privés avec l'intervention de Philippe Taminiaux et de la propriétaire actuelle,  Giovanina Sciagura. De nos jours, le bien foncier qui est l'héritier d'une tradition de philanthropie du XIXe siècle  doit être proposé au classement du Petit Patrimoine Populaire Wallon. 
D'après l'Atlas des voiries vicinales (1841), la chapelle Saint-Roch se trouve à l'emplacement du croisement de plusieurs anciens sentiers et de l'actuelle "Rue des Ardennes".

## Histoire et anecdotes
D'après l'Extrait du circuit des chapelles (date inconnue), le bâtiment a été déplacé à partir d'un autre endroit que son lieu d'édification actuelle. "Lors du choléra de 1886, la population construit à Saint-Roch une chapelle gothique qui se trouvait à la rencontre de la route venant du Village avec celle venant de Virginal et se dirigeant vers la gare. Il se fit qu'en 1913, à cause de l'élargissement du chemin, cette chapelle dut être démolie. Une souscription publique permit de la reconstruire à quelques dizaines de mètres plus loin, au milieu d'un petit enclos grillagé."
Pour l’anecdote, l'événement aurait permis de dérouter l'armée allemande pendant la Première Guerre Mondiale (Extrait du circuit des chapelles, date inconnue). "On raconte qu'au début de la guerre 1914-1918, les Allemands devaient rejoindre la grand-route de Mons à Bruxelles en passant par le village d'Hennuyères. Ils devaient tourner près de la chapelle, mais comme ils ne la virent plus, ils ont continué vers la gare et vers Quenast, perdant ainsi un temps précieux."
Inscription intérieure : "Saint-Roch, priez pour nous" (phrase votive sur l'autel).
Plusieurs inscriptions extérieures : "1866" (construction), "1913" (déplacement) et "Don des paroissiens" (financement de la construction).

## Photos

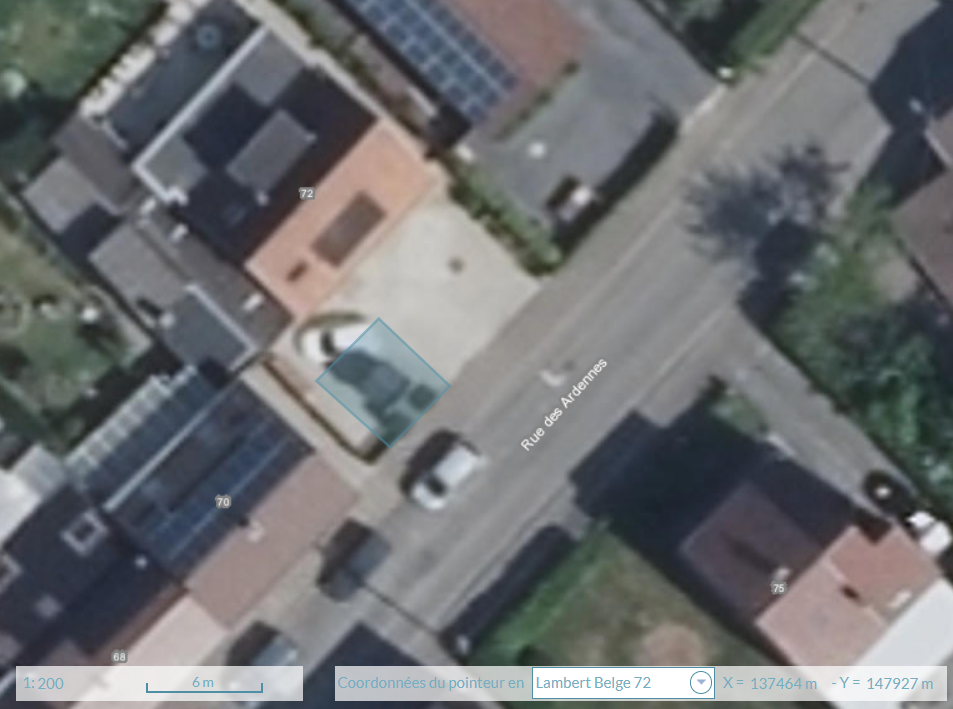
Vue aérienne de la parcelle cadastrale contenant la chapelle (Source : walonmap).
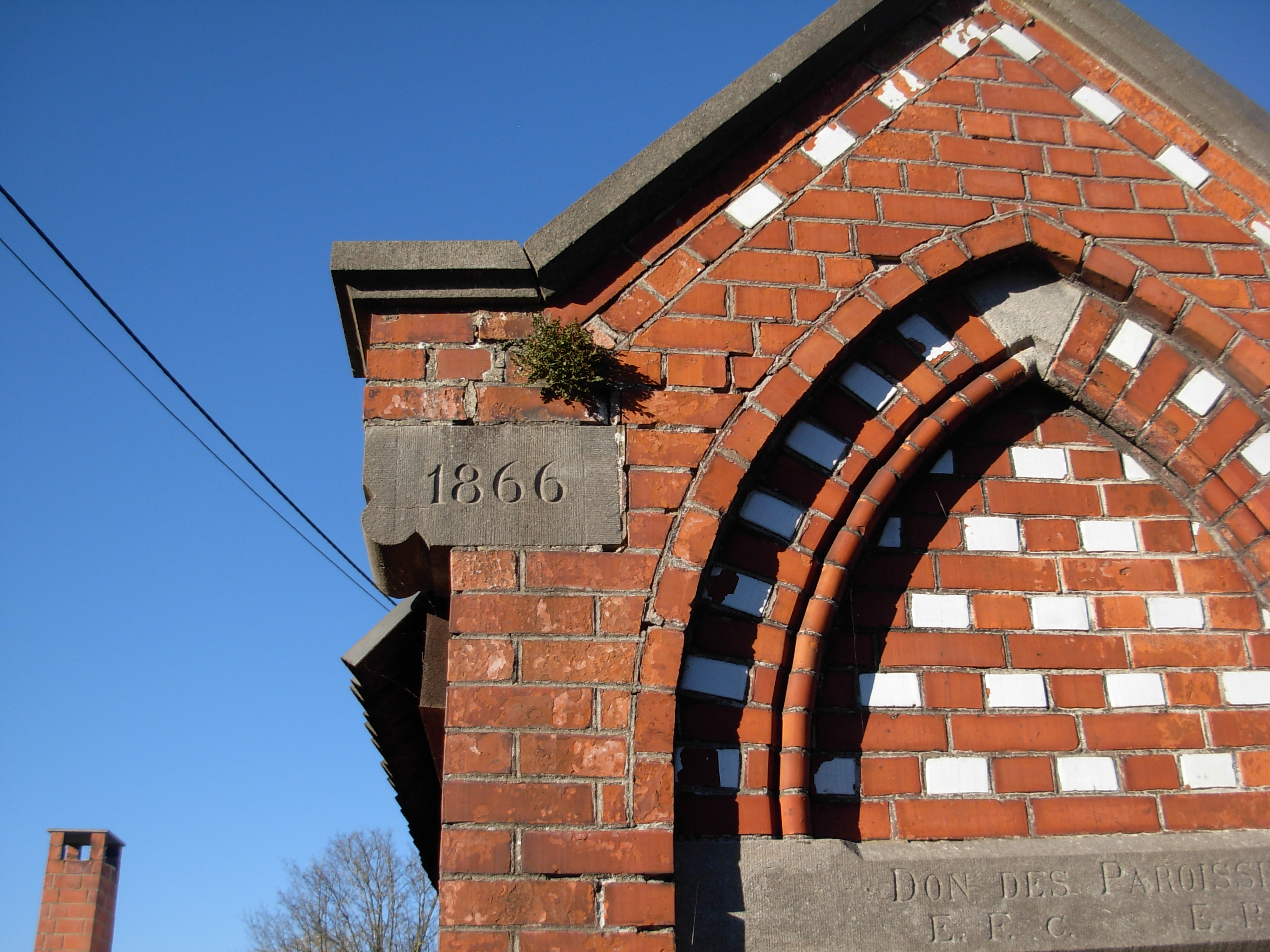
Première inscription de la façade de la chapelle (2021).
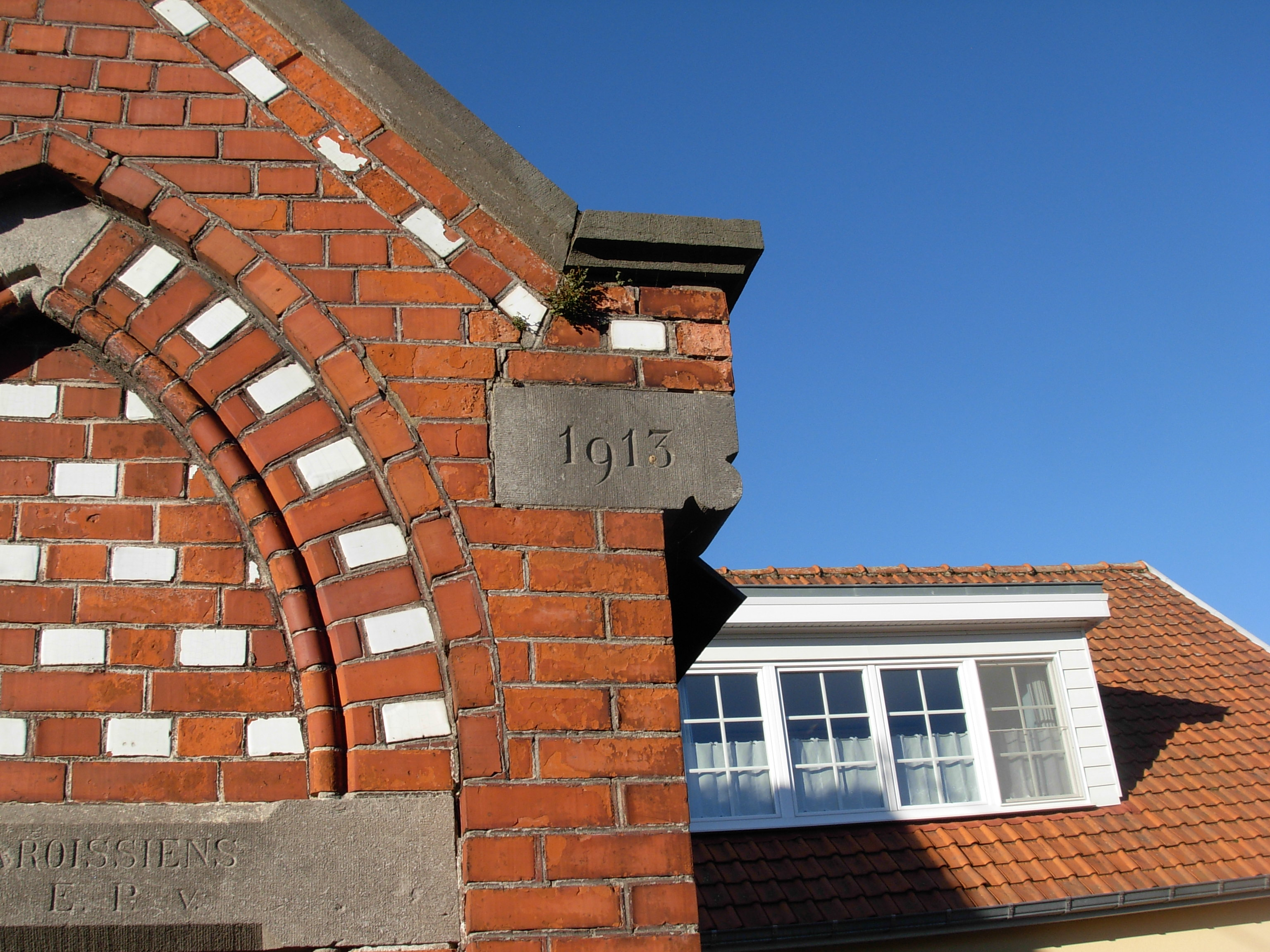
Deuxième inscription de la façade de la chapelle (2021).
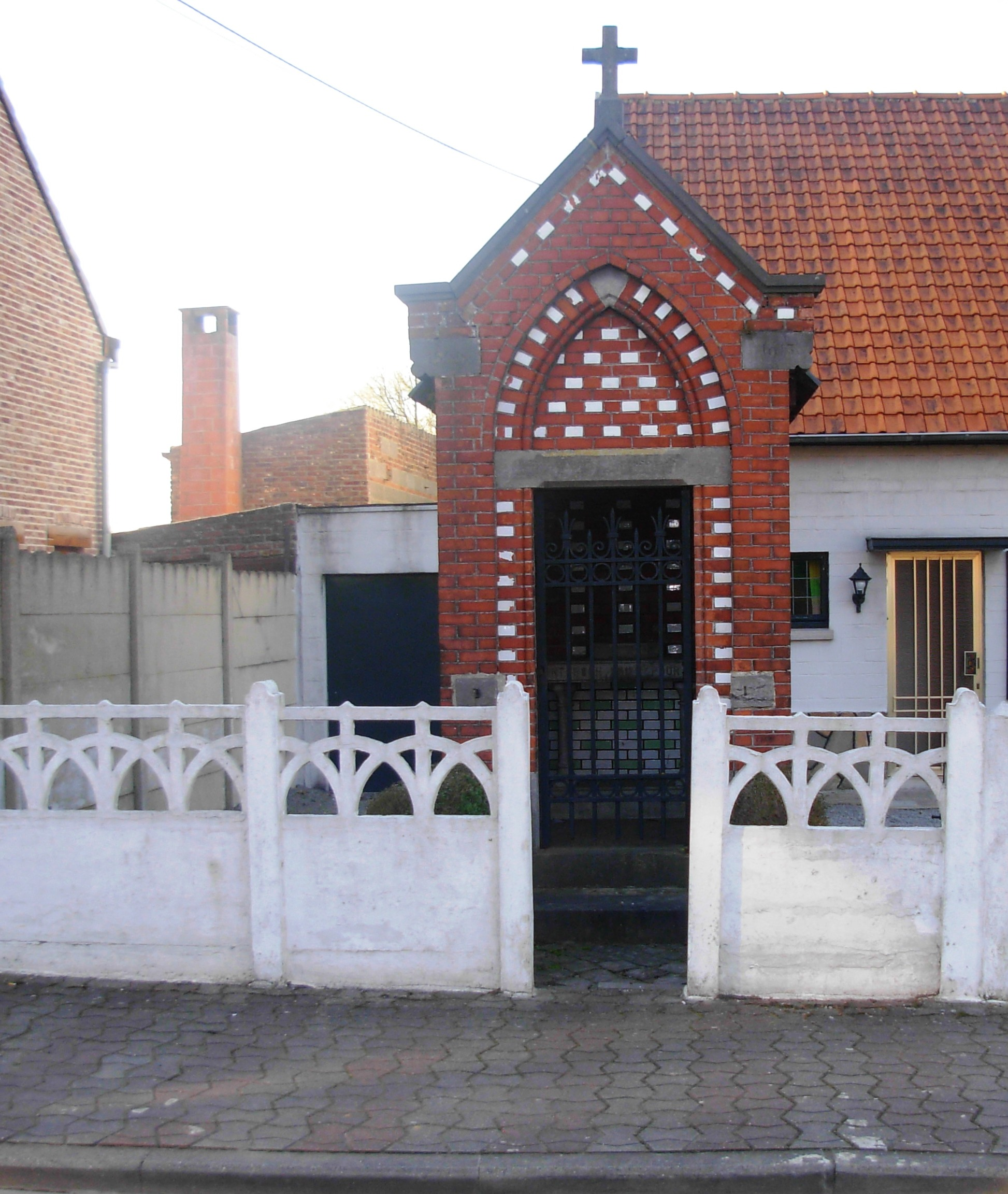
L'extérieur de la chapelle en 2009. Les objets votifs ont été retirés après la fracturation de la porte. La restauration de la porte a été nécessaire pour sécuriser les statues de culte (2010).
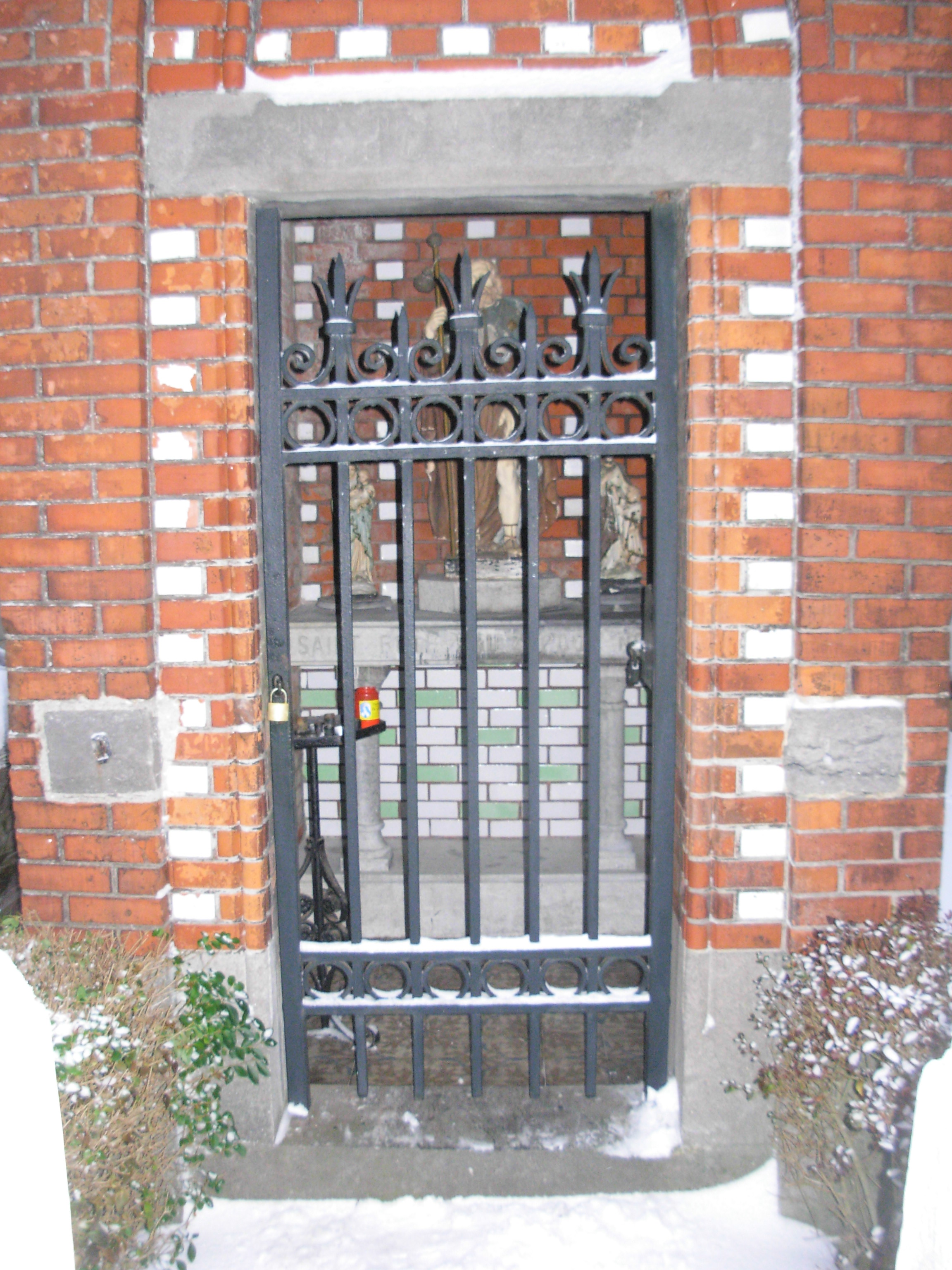
Après la restauration de la porte (2011).
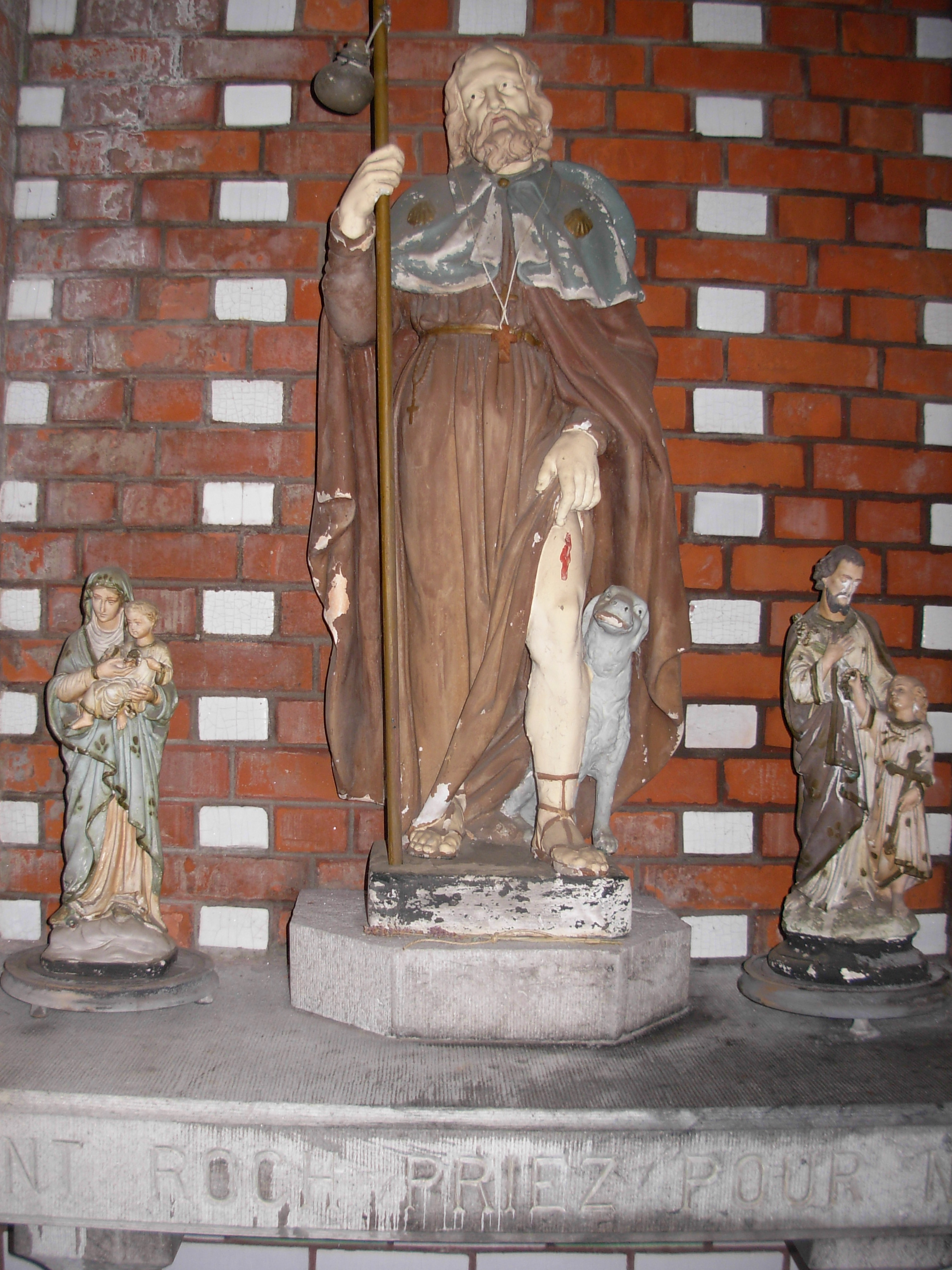
Autel de la chapelle : personnages bibliques.